# Pont de la Concorde
Il pont de la Concorde è un ponte di Parigi che attraversa la Senna tra Place de la Concorde e il Quai d'Orsay, di fronte alla facciata del Palazzo Borbone, sede dell'Assemblea Nazionale. 

## Storia
Nel corso della sua storia è stato chiamato anche pont Louis XVI e pont de la Révolution.
Per la costruzione del pont de la Concorde furono riutilizzate alcune pietre provenienti dalla distrutta Bastiglia.
Il 6 febbraio 1934 i reparti mobili della Guardia repubblicana, schierati a difesa della Camera dei deputati, repressero una manifestazione anti-parlamentare, organizzata a Parigi per protestare contro il licenziamento del capo della polizia Jean Chiappe a seguito dell'affare Stavisky. La manifestazione, che era iniziata alla Place de la Concorde ed intendeva passare il fiume e marciare su Palais Bourbon, vedeva per la prima volta scendere in piazza, fianco a fianco, militanti dell'estrema sinistra e dell'estrema destra: tutti assieme, mischiati tra di loro, i Camelots du Roi, gli attivisti dell'Action Française, i giovani operai della 'cintura rossa', membri della Jeunesse Patriote e militanti comunisti, ex combattenti disoccupati e studenti. Gli scontri con le forze dell'ordine causarono 20 morti e 2300 feriti, proseguendo il 7, 9 e 12 febbraio 1934 nel tentativo di assaltare il simbolo della democrazia parlamentare: il governo a matrice radical-socialista, presieduto per la seconda volta da Daladier, cadde il giorno successivo ed il tentativo di sovvertire la III Repubblica fallì, ma la repressione esercitò un'influenza profonda e duratura sulla vita politica francese.